# Fürsorgliche Belagerung
Fürsorgliche Belagerung ist ein 1979 erschienener Roman von Heinrich Böll. Es handelt sich um einen literarischen Versuch der deutschen Geschichtsbewältigung in der Nachkriegszeit. Die Erzählung spielt im „Deutschen Herbst 1977“ mit den Nachwirkungen der RAF und als Mahnmal gegen Gewalt und die Schattenseiten des Kapitalismus, Sippenhaft und Resozialisierung.

## Inhalt
Der Roman handelt von Fritz Tolm, seiner Frau Käthe, ihren Kindern Rolf, Herbert und Sabine, deren Leben schicksalhaft erzählt werden. Eigentlich hätte Tolm Museumsdirektor werden wollen, aber eine Erbschaft machte ihn über Nacht zum Verleger und schließlich, aufgrund seiner aufopfernden Menschlichkeit zum Präsidenten einer mächtigen Interessensvertretung. Heute steht er ganz oben, in der vom Kapitalismus geprägten Gesellschaft, wo es keine Rast, keine Entspannung und keine Privatsphäre mehr gibt. In diesem Umfeld soll er vom „Polizeistaat“ geschützt und „zu Tode geschützt“ werden. Ein Netz von Sicherheitsmaßnahmen wird nicht nur zu seinem eigenen Schutz, sondern auch zur Überwachung seiner selbst und seiner Familie eingerichtet. Der Schutzraum, den der Staat gewährt, trägt Züge eines Gefängnisses. Fritz Tolms Kinder legen allerdings wenig Wert auf diesen besonderen Schutz des Staates. Sie gehören zur gesellschaftlichen Opposition und sympathisieren mit alternativen Gesellschaftsmodellen. Als Tolm aus der Zeitung von der Schwangerschaft seiner Tochter Sabine erfährt, ist er zunächst enttäuscht, da er offensichtlich einer der Letzten ist, der davon erfährt. In der Zwischenzeit beschließt Sabine, sich wegen ihres Leibwächters Hubert, der auch der Vater ihres künftigen Kindes ist, von ihrem untreuen Ehemann Erwin Fischer zu trennen. Sie sieht jedoch keine Zukunft für die große Liebe mit Hubert und zieht mit ihrer vierjährigen Tochter Kit zu ihrem Bruder Rolf, den ihr Noch-Ehemann Erwin zutiefst verabscheut. Rolf gilt in der Familie als „schwarzes Schaf“, weil er früher mit dem Gesetz in Konflikt kam, Kontakte zu Terroristen hatte und wegen Brandstiftung im Gefängnis saß. Er leidet unter der Isolation von der Familie. Rolfs erste Frau Veronika, ein Freund aus früheren Zeiten, Bewerloh, und sein Sohn Holger (eine Anspielung auf Holger Meins) haben sich den Terroristen angeschlossen und sind untergetaucht; sie werden von der Polizei gesucht. Rolfs Sohn Holger kehrt nach vier Jahren jedoch wieder zurück. Sein Großvater Tolm trägt unabsichtlich dazu bei, dass Bewerloh, den Holger ins Herz geschlossen hat, von der Polizei aufgespürt wird. Bei der Verhaftung tötet sich Bewerloh selbst. Daraufhin stellt sich Veronika der Polizei und warnt Rolf von der Gefahr, die von Holger ausgeht; doch zu spät: Holger hat bereits das Haus seiner Großeltern in Flammen gesetzt. Sabine entscheidet sich nun doch für eine gemeinsame Zukunft mit Hubert, und sie verlassen gemeinsam die Stadt.

## Ausgaben
- Erstdruck: Kiepenheuer & Witsch, Köln 1979. (10 Wochen lang im Jahr 1979 auf dem Platz 1 der Spiegel-Bestsellerliste)

## Rezensionen
- Rudolf Augstein: Gepolter im Beichtstuhl. In: Der Spiegel. Nr. 31, 30. Juli 1979.
- Fritz J. Raddatz: Vom Überwachungs-Staat. Böll hat einen Krimi geschrieben. Böll hat einen politischen Roman geschrieben. Ein Abbild oder Zerrbild unserer Gesellschaft? In: Die Zeit. Nr. 32, 3. August 1979.
- Marcel Reich-Ranicki: Nette Kapitalisten und nette Terroristen. In: Frankfurter Allgemeine Zeitung. Nr. 179, 4. August 1979.
- Wolfram Schütte: Lauter nette Menschen. In: Frankfurter Rundschau. Nr. 179, 4. August 1979.
- Günter Zehm: Wenn einer allzu gut bewacht wird. Soll das die Bundesrepublik am Ende der 70er Jahre sein? In: Die Welt. Nr. 186, 11. August 1979.
- [Anonym]: Katastrophal mißglückt. In: Der Spiegel. Nr. 33, 13. August 1979.
- Hermann Burger: Ein deutliches Wort in Sachen Böll. In: Die Weltwoche. Nr. 33, 15. August 1979.
- Joachim Kaiser: Heinrich Bölls heikle Innen- und Außenwelt. In: Süddeutsche Zeitung. Nr. 195, 25. August 1979.

## Forschungsliteratur
- Stephen Smith: Schizos Vernissage und die Treue der Liebe. Von der Moral der Sprache in Heinrich Bölls Roman „Fürsorgliche Belagerung“. In: Hanno Beth (Hrsg.): Heinrich Böll. Eine Einführung in das Gesamtwerk in Einzelinterpretationen. Königstein/Ts., 2., überarb. und ergänzte Auflage 1980, S. 97–128.
- Bernd Balzer: Ausfall in die Sorglosigkeit? Heinrich Bölls „Fürsorgliche Belagerung“. In: Materialien zur Interpretation von Heinrich Bölls „Fürsorgliche Belagerung“. Kiepenheuer & Witsch, Köln 1981, S. 37–95.
- Marinello Marianelli: „Fürsorgliche Belagerung“. Heinrich Bölls „himmlische Bitterkeit“. In: Anna Maria Dell’Agli (Hrsg.): Zu Heinrich Böll. Ernst Klett, Stuttgart 1984, S. 106–116.
- Beate Schnepp: Vogelflug – Vertreibungen – Fürsorgliche Belagerung. Studien zu Heinrich Bölls Roman „Fürsorgliche Belagerung“. Wissenschaftlicher Verlag Trier, Trier 1997.